# Seth Adkins
Seth Elijah Adkins (* 30. Oktober 1989 in Albuquerque, New Mexico) ist ein US-amerikanischer Filmschauspieler.

## Leben
Adkins – der jüngste von drei Brüdern – stand bereits früh vor der Filmkamera. Sein Debüt erfolgte im Alter von sieben Jahren in einer Episode der Fernsehserie Sabrina – Total Verhext! Im selben Jahr konnte man ihn auch in einer Episode von Emergency Room – Die Notaufnahme sehen.
Den Sprung auf die Kinoleinwand erfolgte 1997, als er die laut vielen Fanangaben dramatischste Nebenrolle in Titanic übernahm. Er verkörperte den slowakischen Jungen, der mit seinem Vater (Martin Hub) im 3.-Klasse-Korridor von den Wassermassen weggerissen wird.
Seit diesem Zeitpunkt verkörperte der Jungdarsteller in vielen namhaften Fernsehserien und Spielfilmen anspruchsvolle und unterhaltsame Rollen.

## Filmografie (Auswahl)
- 1996: Sabrina – Total Verhext! (Sabrina, the Teenage Witch, Fernsehserie, Episode 1x11)
- 1997: Emergency Room – Die Notaufnahme (ER, Fernsehserie, Episode 3x13)
- 1997: Solange es noch Hoffnung gibt (…First Do No Harm, Fernsehfilm)
- 1997: Stir
- 1997: Titanic
- 1997: C-16: Spezialeinheit FBI (C-16: FBI, Fernsehserie, Episode 1x06)
- 1998: Pretender (The Pretender, Fernsehserie, Episode 2x16)
- 1998: Mafia! – Eine Nudel macht noch keine Spaghetti (Jane Austen’s Mafia!)
- 1998, 2003: Ein Hauch von Himmel (Touched By An Angel, Fernsehserie, 2 Episoden)
- 1999: Die Windel-Gang (Baby Geniuses, Stimme)
- 1999: Familie in Angst (The Promise, Fernsehfilm)
- 1999: Der Pirat aus der Vergangenheit (Pirates of the Plain)
- 2000: Ein Witzbold namens Carey (The Drew Carey Show, Fernsehserie, Episode 5x19)
- 2000: Gepetto, der Spielzeugmacher (Geppetto)
- 2000: Verlorene Nähe (When Andrew Came Home, Fernsehfilm)
- 2002: CSI: Miami (Fernsehserie, Episode 1x02)
- 2002: Paranormal Girl (Fernsehfilm)
- 2003: The Failures
- 2003: Wuthering Heights (Fernsehfilm)
- 2004: Funky Monkey – Ein Affe in geheimer Mission (Funky Monkey)
- 2005: Für alle Fälle Amy (Judging Amy, Fernsehserie, Episode 6x10)
- 2005: The West Wing – Im Zentrum der Macht (The West Wing, Fernsehserie, Episode 6x17)
- 2005: Die Bären sind los (Bad News Bears)
- 2006: Navy CIS (NCIS, Fernsehserie, Episode 3x19)
- 2007: Pirate Camp
- 2009: L.A. Crash (Crash, Fernsehserie, 2 Episoden)
- 2009: Becoming Eduardo
- 2010: Let Me In
- 2010: Privileged
- 2011: Cheyenne – This Must Be the Place (This Must Be the Place)
- 2012: Longmire (Fernsehserie, Episode 1x03)
- 2013: As Cool as I Am
- 2013: The Odd Way Home
- 2014: 50 to 1
- 2014: Frontera
- 2014: Transcendence
- 2017: Monsters of God (Fernsehfilm)
- 2018: Operation: 12 Strong (12 Strong)
- 2020: Better Call Saul (Fernsehserie, Episode 5x06)

## Auszeichnungen
Adkins gewann bisher drei Young Artist Awards und war drei weitere Male nominiert worden. Er war auch für den Young Star Award nominiert und gewann ein weiteres Mal die Auszeichnung.